# Championnat d'Italie masculin de handball
Le Championnat d'Italie masculin de handball est le championnat des clubs masculins de handball d'élite en Italie. Il est également appelé Série A.
Le Pallamano Trieste est le plus titré avec dix-sept championnats remportés entre 1976 et 2002 devant le Handball Club Conversano et SSV Bozen Loacker et leurs cinq titres.

## Palmarès détaillé
| Saison    | Champion                  | Titres    | Vice-champion      |
| --------- | ------------------------- | --------- | ------------------ |
| 1969-1970 | Buscaglione Rome          | 1er titre | Bruno Sport Rome   |
| 1970-1971 | HC Flaminio Genovesi Rome | 1er titre | HC Rovereto        |
| 1971-1972 | CUS Vérone                | 1er titre | CS Esercito Rome   |
| 1972-1973 | CS Esercito Rome          | 1er titre | HC Rovereto        |
| 1973-1974 | HC Rovereto               | 1er titre | Teramo Handball    |
| 1974-1975 | HC Rovereto               | 2e titre  | HC Bologne 1969    |
| 1975-1976 | Pallamano Trieste         | 1er titre | HC Rovereto        |
| 1976-1977 | Pallamano Trieste         | 2e titre  | HC Rovereto        |
| 1977-1978 | HC Rovereto               | 3e titre  | Pallamano Trieste  |
| 1978-1979 | Pallamano Trieste         | 3e titre  | HC Rovereto        |
| 1979-1980 | HC Rovereto               | 4e titre  | Pallamano Trieste  |
| 1980-1981 | Pallamano Trieste         | 4e titre  | HC Cassano Magnago |
| 1981-1982 | Pallamano Trieste         | 5e titre  | HC Cassano Magnago |
| 1982-1983 | Pallamano Trieste         | 6e titre  | Teramo Handball    |
| 1983-1984 | HC Scafati                | 1er titre | Pallamano Trieste  |
| 1984-1985 | Pallamano Trieste         | 7e titre  | Teramo Handball    |
| 1985-1986 | Pallamano Trieste         | 8e titre  | HC Scafati         |
| 1986-1987 | Ortigia Syracuse          | 1er titre | Pallamano Trieste  |
| 1987-1988 | Ortigia Syracuse          | 2e titre  | SSV Brixen         |
| 1988-1989 | Ortigia Syracuse          | 3e titre  | SSV Brixen         |
| 1989-1990 | Pallamano Trieste         | 9e titre  | Ortigia Syracuse   |
| 1990-1991 | SSV Brixen                | 1er titre | Pallamano Trieste  |
| 1991-1992 | SSV Brixen                | 2e titre  | Pallamano Trieste  |
| 1992-1993 | Pallamano Trieste         | 10e titre | Ortigia Syracuse   |
| 1993-1994 | Pallamano Trieste         | 11e titre | Pallamano Prato    |
| 1994-1995 | Pallamano Trieste         | 12e titre | SC Merano          |
| 1995-1996 | Pallamano Trieste         | 13e titre | Ortigia Syracuse   |
| 1996-1997 | Pallamano Trieste         | 14e titre | Pallamano Rubiera  |

| Saison    | Champion                                        | Titres                                          | Vice-champion                                   |
| --------- | ----------------------------------------------- | ----------------------------------------------- | ----------------------------------------------- |
| 1997-1998 | Pallamano Prato                                 | 1er titre                                       | Pallamano Trieste                               |
| 1998-1999 | Pallamano Prato                                 | 2e titre                                        | Pallamano Trieste                               |
| 1999-2000 | Pallamano Trieste                               | 15e titre                                       | Pallamano Prato                                 |
| 2000-2001 | Pallamano Trieste                               | 16e titre                                       | HC Conversano                                   |
| 2001-2002 | Pallamano Trieste                               | 17e titre                                       | Pallamano Prato                                 |
| 2002-2003 | HC Conversano                                   | 1er titre                                       | Pallamano Prato                                 |
| 2003-2004 | HC Conversano                                   | 2e titre                                        | SC Merano                                       |
| 2004-2005 | SC Merano                                       | 1er titre                                       | Pallamano Trieste                               |
| 2005-2006 | HC Conversano                                   | 3e titre                                        | SSV Brixen                                      |
| 2006-2007 | Handball Casarano                               | 1er titre                                       | Bologne United                                  |
| 2007-2008 | Handball Casarano                               | 2e titre                                        | HC Conversano                                   |
| 2008-2009 | Handball Casarano                               | 3e titre                                        | HC Conversano                                   |
| 2009-2010 | HC Conversano                                   | 4e titre                                        | HC Conversano                                   |
| 2010-2011 | HC Conversano                                   | 5e titre                                        | Bologne United                                  |
| 2011-2012 | SSV Bozen                                       | 1er titre                                       | HC Conversano                                   |
| 2012-2013 | SSV Bozen                                       | 2e titre                                        | HC Pressano                                     |
| 2013-2014 | Junior Fasano                                   | 1er titre                                       | SSV Bozen                                       |
| 2014-2015 | SSV Bozen                                       | 3e titre                                        | Junior Fasano                                   |
| 2015-2016 | Junior Fasano                                   | 2e titre                                        | SSV Bozen                                       |
| 2016-2017 | SSV Bozen                                       | 4e titre                                        | Junior Fasano                                   |
| 2017-2018 | Junior Fasano                                   | 3e titre                                        | HC Conversano                                   |
| 2018-2019 | SSV Bozen                                       | 5e titre                                        | HC Pressano                                     |
| 2019-2020 | Non décerné à cause de la pandémie de Covid-19. | Non décerné à cause de la pandémie de Covid-19. | Non décerné à cause de la pandémie de Covid-19. |
| 2020-2021 | HC Conversano                                   | 6e titre                                        | Handball Sassari                                |
| 2021-2022 | HC Conversano                                   | 7e titre                                        | Junior Fasano                                   |
| 2022-2023 | Junior Fasano                                   | 4e titre                                        | Handball Sassari                                |
| 2023-2024 | Junior Fasano                                   | 5e titre                                        | SSV Brixen                                      |

## Bilans

### Par club
| Titres    | Club                      | Saisons                                                                                              |
| --------- | ------------------------- | --- |
| 17        | Pallamano Trieste         | 1976, 1977, 1979, 1981, 1982, 1983, 1985, 1986, 1990, 1993, 1994, 1995, 1996, 1997, 2000, 2001, 2002 |
| 7         | HC Conversano             | 2003, 2004, 2006, 2010, 2011, 2021, 2022                                                             |
| 5         | SSV Bozen                 | 2012, 2013, 2015, 2017, 2019                                                                         |
| 5         | PJ Fasano                 | 2014, 2016, 2018, 2023, 2024                                                                         |
| 4         | HC Rovereto               | 1974, 1975, 1978, 1980                                                                               |
| 3         | Ortigia Syracuse          | 1987, 1988, 1989                                                                                     |
| 3         | Handball Casarano         | 2007, 2008, 2009                                                                                     |
| 2         | SSV Brixen                | 1991, 1992                                                                                           |
| 2         | Pallamano Prato           | 1998, 1999                                                                                           |
| 1         | Buscaglione Rome          | 1970                                                                                                 |
| 1         | HC Flaminio Genovesi Rome | 1971                                                                                                 |
| 1         | CUS Vérone                | 1972                                                                                                 |
| 1         | CS Esercito Rome          | 1973                                                                                                 |
| 1         | HC Scafati                | 1984                                                                                                 |
| 1         | SC Merano                 | 2005                                                                                                 |
| 51 titres | 51 titres                 | 1970-2021                                                                                            |

### Par région
| Titres    | Région                  | Saisons                                                                                              |
| --------- | ----------------------- | --- |
| 17        | Frioul-Vénétie Julienne | 1976, 1977, 1979, 1981, 1982, 1983, 1985, 1986, 1990, 1993, 1994, 1995, 1996, 1997, 2000, 2001, 2002 |
| 14        | Pouilles                | 2003, 2004, 2006, 2007, 2008, 2009, 2010, 2011, 2014, 2016, 2018, 2021, 2022, 2023                   |
| 12        | Trentin-Haut-Adige      | 1974, 1975, 1978, 1980, 1991, 1992, 2005, 2012, 2013, 2015, 2017, 2019                               |
| 3         | Latium                  | 1970, 1971, 1973                                                                                     |
| 3         | Sicile                  | 1987, 1988, 1989                                                                                     |
| 2         | Toscane                 | 1998, 1999                                                                                           |
| 1         | Vénétie                 | 1972                                                                                                 |
| 1         | Campanie                | 1984                                                                                                 |
| 51 titres | 51 titres               | 1970-2021                                                                                            |